# Прапор Годунівки

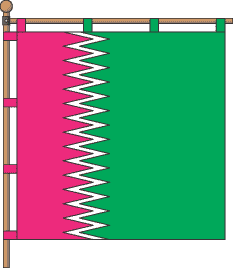
Прапор Годунівки

Пра́пор Годуні́вки — геральдичний символ села Годунівки Яготинського району Київської області (Україна), затверджений 25 березня 2004 сесією сільської ради (автор — О. Желіба).

## Опис
Квадратне полотнище (співвідношення 1:1) із малиновою та зеленою вертикальними смугами (співвідношення 1:2), розділені білими зубцями. Корогва має вертикальне та горизонтальне кріплення.